# Власні вектори та власні значення

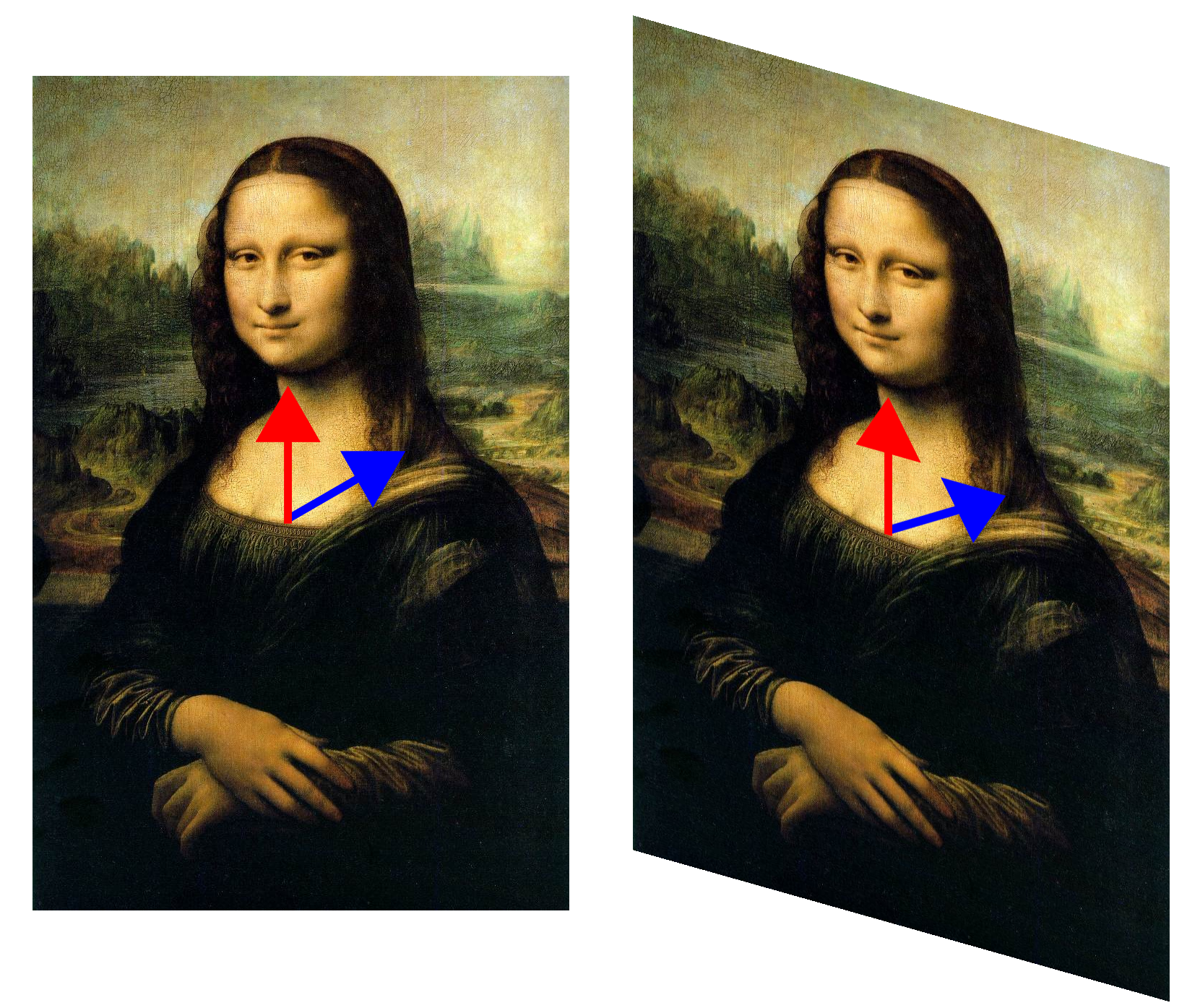
На зображенні ми бачимо транформацію зсуву, що відбувається з Джокондою. Синій вектор змінює напрям, а червоний — ні. Тому червоний є власним вектором такого перетворення, а синій — ні. Через те, що червоний вектор ні розтягнувся, ні стиснувся, його власне значення дорівнює одиниці. Всі вектори колінеарні червоному теж власні.

Вла́сний ве́ктор (англ. eigenvector) квадратної матриці {\displaystyle A} (з вла́сним зна́ченням (англ. eigenvalue) {\displaystyle \lambda \!}) — це ненульовий вектор {\displaystyle v\!}, для якого виконується співвідношення
{\displaystyle Av=\lambda v,\qquad (*)}
де {\displaystyle \lambda } це певний скаляр, тобто дійсне або комплексне число.
Тобто, власні вектори матриці {\displaystyle A} — це ненульові вектори, які під дією лінійного перетворення, що задається матрицею {\displaystyle A}, не міняють напрямку, але можуть змінювати довжину на коефіцієнт {\displaystyle \lambda }.
Матриця розмірами {\displaystyle n\times n} має не більше {\displaystyle \ n} власних векторів, та власних значень, що відповідають їм.
Співвідношення (*) має сенс також для лінійного оператора у векторному просторі {\displaystyle V.} Якщо цей простір — скінченновимірний, то оператор можна записати у вигляді матриці відносно до певного базису {\displaystyle V.}
Оскільки власні вектори і власні значення означено без застосування координат, вони не залежать від вибору базису. Тому подібні матриці мають однакові власні значення.

## Приклади
- {\displaystyle A=I_{n}} це одинична матриця. Оскільки для довільного вектора {\displaystyle v} виконується {\displaystyle Av=v,} довільний ненульовий вектор є власним вектором {\displaystyle I_{n}} із власним значенням {\displaystyle 1.}

- Якщо {\displaystyle A=\operatorname {diag} (a_{1},\ldots ,a_{n})} це діагональна матриця, то будь-який елемент {\displaystyle e_{i}} стандартного базису {\displaystyle n}-мірного векторного простору — це власний вектор із власним значенням {\displaystyle a_{i}.}

## Власні значення і спектр матриць
Провідну роль у розумінні власних значень матриць відіграє характеристичний поліном матриці. Власні значення {\displaystyle n\times n} матриці {\displaystyle A} і тільки вони є коренями характеристичного полінома матриці {\displaystyle A}:
{\displaystyle p(\lambda )\equiv \det {(\lambda I-A)}=0.}
p(λ) є поліномом степеня {\displaystyle n}, отже за основною теоремою алгебри, існує рівно {\displaystyle n} комплексних власних значень, враховуючи їх кратності.
Отже, {\displaystyle n\times n} матриця {\displaystyle A} має не більше ніж {\displaystyle n} власних значень (але безліч власних векторів для кожного з них).
Запишемо характеристичний поліном через його корені:
{\displaystyle p(\lambda )=(\lambda -\lambda _{1})^{n_{1}}(\lambda -\lambda _{2})^{n_{2}}\ldots (\lambda -\lambda _{k})^{n_{k}}=0,\qquad \sum _{i=1}^{k}{n_{i}}=n.}
Кратність кореня {\displaystyle \lambda _{i}} характеристичного полінома матриці {\displaystyle A} називається алгебраїчною кратністю власного значення {\displaystyle \lambda _{i}}.
Сукупність усіх власних значень матриці або лінійного оператора у скінченновимірному векторному просторі називається спектром матриці або лінійного оператора. (Ця термінологія видозмінюється для нескінченновимірних векторних просторів: у загальному випадку, до спектра оператора можуть належати {\displaystyle \lambda ,} які не є власними значеннями.)
Завдяки зв'язку характеристичного полінома матриці з її власними значеннями, останні ще називають характеристичними числами матриці.

## Власний простір та кратність
Для кожного власного значення {\displaystyle \lambda _{i}\!}, отримаємо свою систему рівнянь:
{\displaystyle (A-\lambda _{i}I)v=0,\!}
що матиме {\displaystyle 1\leq m_{i}\leq n_{i}\!} лінійно незалежних розв'язків.
Сукупність усіх розв'язків системи утворює лінійний підпростір розмірності {\displaystyle m_{i}\;} та називається вла́сним про́стором (англ. eigenspace) матриці {\displaystyle A\!} з власним значенням {\displaystyle \lambda _{i}\!}.
Розмірність власного простору називається геометричною кратністю відповідного власного значення {\displaystyle \lambda }.
Всі власні простори є інваріантними підпросторами для {\displaystyle \ A}.
Якщо існують принаймні два лінійно-незалежні власні вектори з однаковим власним значенням {\displaystyle \lambda ,} то таке власне значення називається виродженим. Ця термінологія використовується переважно у тому разі, якщо геометрична й алгебраїчна кратності власних значень збігаються, наприклад, для ермітових матриць.

## Властивості
- Для будь-якої матриці з комплексних чисел існує хоча б один власний вектор.

- Якщо {\displaystyle v_{1},\ldots ,v_{k}} — власні вектори матриці {\displaystyle A} із попарно відмінними власними значеннями, то ці вектори є лінійно незалежні.

- Якщо матриця {\displaystyle A} розміру n×n, подібна до деякої діагональної матриці, то вона має n лінійно незалежних векторів.

- Власні значення матриць {\displaystyle A,\,A^{*}} є комплексно-спряженими.

- Якщо матриці {\displaystyle A,B} є переставними, то в них існує спільний власний вектор:

{\displaystyle AB=BA\quad \Rightarrow \quad \exists \;v,\lambda _{1},\lambda _{2}:\;\;Av=\lambda _{1}v,\;Bv=\lambda _{2}v.}
- Якщо {\displaystyle A} — нормальний оператор у гільбертовому просторі, то його власні вектори, що відповідають різним власним значенням є ортогональними і з них можна утворити повну ортонормовану систему.

## Розклад матриці за допомогою власних векторів
- Якщо {\displaystyle A\!} квадратна матриця розміру n×n, а {\displaystyle q_{i}(i={\overline {1,n}})} — лінійно незалежні власні вектори матриці {\displaystyle A\!}, тоді справедлива формула:

{\displaystyle A=Q\Lambda Q^{-1}\!}
де {\displaystyle Q\!} — квадратна матриця розміру n×n, {\displaystyle \ i}-тий стовпець якої є вектор {\displaystyle q_{i}\!}, а {\displaystyle \Lambda \!} — це діагональна матриця з відповідними значеннями {\displaystyle \lambda _{i}\!}.
- Обернена матриця може бути представлена у вигляді:

{\displaystyle A^{-1}=Q\Lambda ^{-1}Q^{-1}\!}
- Якщо {\displaystyle A\!} — нормальна матриця, то матриця {\displaystyle Q\!} буде унітарною матрицею.

## Проблеми власних значень
Проблема власних значень має назву задача знаходження власних векторів та чисел матриці.
За означенням (з допомогою характеристичного рівняння) можна знаходити тільки власні значення матриць розмірності менш ніж п'ять. Характеристичне рівняння має степінь рівний степеню матриці. Для більших степенів знаходження розв'язків рівняння стає дуже проблематичним, тому використовують різні чисельні методи
Різні задачі вимагають отримання різної кількості власних значень. Тому розрізняють кілька проблем пошуку власних значень, для кожної з яких використовують свої методи.
- Повна — знайти всі власні значення
- Часткова — знайти кілька власних значень
  1. Максимальне чи мінімальне за модулем власні значення.
  2. Два максимальні власні значення
  3. Найближче до даного власне значення.

Здавалось б що часткова проблема власних значень є частковою проблемою повної, і вирішується тими ж методами що і повна. Проте, методи що застосовуються до часткових задач набагато ефективніші, тому можуть застосовуватись до матриць великої розмірності (наприклад в ядерній фізиці виникають проблеми знаходження власних значень для матриць розмірності {\displaystyle 10^{3}-10^{6}}).

### Метод Якобі
Одним з найстаріших та найзагальніших підходів до розв'язання повної проблеми власних значень є метод Якобі, що вперше був опублікований в 1846.
Метод застосовують до симетричних матриць.
Це простий ітеративний алгоритм, у якому матриця зі власними векторами обчислюється послідовністю множень.